# Малтретирането
„Малтретирането или Свободното ходене по перилата на моста на градската железница“ (на немски: Die Misshandlung oder Der freihändige Gang über das Geländer der S-Bahn-Brücke) е роман от немския писател Франц Йозеф Дегенхарт (1931-2011), публикуван през 1979 г.
Романът „Малтретирането“ би могъл да носи и заглавието „Изтезанието“, но това донякъде би стеснило обема на неговото значение и леко ще измести смисъла му. Подзаглавието на книгата гласи „Свободното ходене по перилата на моста на градската железница“. Произведението е трети роман на писателя след „Бикфордови фитили“ (1973) и „Пожарища“ (1975).
Франц Йозеф Дегенхарт е юрист по образование и дълго време е работил като адвокат. Създава си име в началото на шестдесетте години на XX век като автор, композитор и певец на политически песни – балади, шансони в стила на Жорж Брасенс и гротески със социално-критическа поанта. В тях Дегенхарт се занимава с живота в малкия град и главно осмива стремежа на съгражданите си към материално благоденствие. Публикуваният през 1973 г. сборник с песни на Дегенхарт „Елате на масата под сливите“ съдържа всички негови по-значими творби в този жанр, създадени за две десетилетия.

## От песните се раждат романи
Вече утвърдил се на песенната сцена, Дегенхарт публикува и първия си роман „Бикфордови фитили“. Действието му се развива в края на Втората световна война в пролетарска и антифашистка среда. Героите му са юноши, чиито бащи са или на фронта, или в затвора, но са им завещали своята ненавист срещу Хитлер и нацизма. Романът е наивно построен, с ярко очертани положителни и отрицателни герои и е предназначен – по думите на самия Дегенхарт – за една възможно най-широка читателска публика. Така той допринася за „демократизирането“ на съвременната немска литература.
Това свое намерение Дегенхарт сполучливо осъществява и във втория си роман. „Пожарища“ разказва за адвокат (не липсват автобиографични мотиви), който в края на шестдесетте години е участвал в студентските вълнения, сред тях се е осъзнал политически, и сега – близо десет години по-късно – си търси постоянна, но смислена работа. Той се среща с бивши свои съратници от движението, които са поели пътя или на конформизма, или на политическата изолация. Героите на романа са доста схематични и разкриват не толкова своите характери, колкото идейните построения на автора. Критиката отбеляза, че „анализът на човешкото поведение е подчинен на оперативността на идеите“.
Поради ясните и прости схеми на тези два романа, поради демонстративния им политически ангажимент, те имат определен касов успех и дори са филмирани за телевизията.